# Pacte culturel
 (décembre 2018).
Le Pacte culturel a été conclu en Belgique en 1972 entre les principaux partis politiques au niveau national afin de protéger les minorités idéologiques et philosophiques à la suite de la révision constitutionnelle belge de 1970 qui consacre l’autonomie culturelle de la Communauté française, de la Communauté flamande et de la Communauté germanophone. Il sera mis en application avec l’adoption de la loi du 16 juillet 1973 garantissant la protection des tendances idéologiques et philosophiques.

## Historique

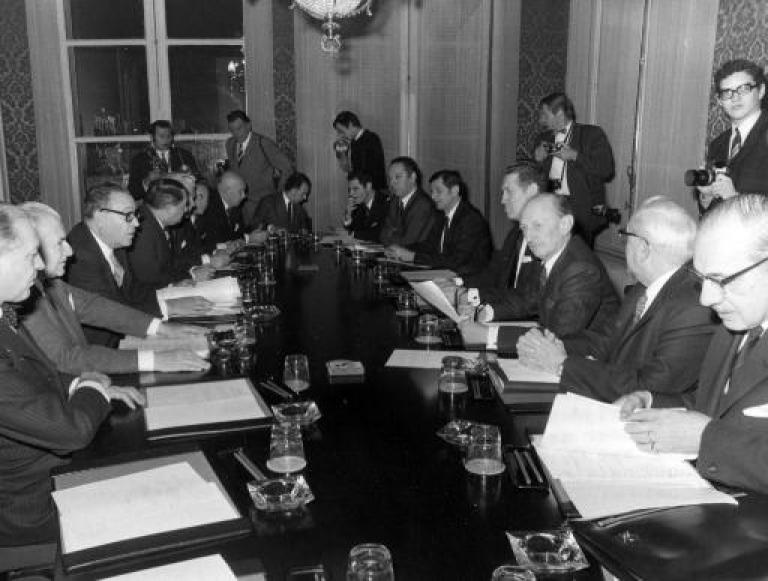
24 février 1972 : Signature du Pacte culturel dans les locaux du Sénat. Autour de la table, des parlementaires du CVP-PSC, BSP-PSB, PV-PLP, FDF-RW et KP-PC.

En 1970, la révision de la Constitution belge met en place les trois grandes communautés belges : la Communauté française, la Communauté flamande et la Communauté germanophone. On adopte alors l'article 131 de la Constitution qui garantit leur autonomie culturelle. Il permet à ces communautés d’adopter des décrets dans des matières culturelles qui ont force de loi.
Au niveau des forces politiques et des familles philosophiques, les catholiques ont un poids plus important dans la Communauté flamande, tandis que dans la Communauté française, c’est la tendance laïque qui prédomine. De ce fait, la minorité catholique en Wallonie, la minorité socialiste en Flandre et les minorités libérales des deux communautés craignent un abus de pouvoir de la part d’une des majorités idéologiques ou philosophiques.
Il fallait alors adopter un mécanisme qui permettrait de garantir le respect des minorités philosophiques dans chaque communauté et qui se ferait en se fondant sur l'article 11 de la Constitution qui garantit la jouissance des droits et des libertés aux Belges sans discrimination.
Cela fut facilité par le fait que chacune des minorités était majoritaire dans l’autre communauté.
Durant les discussions du projet de la future loi du 21 juillet 1971 relative à la compétence et au fonctionnement des Conseils culturels, la coalition gouvernementale au pouvoir (P.S.C.-C.V.P. et P.S.B.-B.S.P.) déclara que pour pouvoir lancer la procédure de réalisation d’un pareil acte une majorité spéciale était requise.
Lors des discussions au Sénat, le P.L.P.-P.V.V. était disposé à assurer le quorum à condition que la conclusion du pacte culturel se fasse immédiatement. Le Premier Ministre de l’époque, Gaston Eyskens, déclara que le gouvernement était prêt à s’engager à réunir les partis politiques pour pouvoir promouvoir un accord culturel valable. Cela parut insuffisant pour le parti libéral qui n’apporta pas ses voix au vote du projet.
Ce n’est qu’après un long débat que le Sénat adopta le projet de loi par 122 voix (P.S.C.-C.V.P., P.S.B.-B.S.P. et V.U.) contre 41 (P.L.P.-P.V.V., F.D.F.-R.W., P.C.). La majorité des deux tiers et la majorité simple dans chaque groupe linguistique fut atteint.
Compte tenu du fait que le projet devait encore être voté à la majorité spéciale à la Chambre, les partis gouvernementaux signèrent un pré-accord culturel. Il comprenait leur intention et leur promesse d’engager immédiatement les discussions sur un pacte culturel. Tandis que le P.L.P.-P.V.V. apporta ses voix au projet de loi qui fut voté à la Chambre le 16 juillet 1971, le pré-accord culturel fut voté le 15 juillet 1971 par le P.S.C., le P.S.B. et le P.L.P. Il devint un véritable « Pacte culturel » lorsqu’il reçut l’adhésion des autres partis (F.D.F, R.W. et P.C. sauf la Volksunie) le 24 février 1972,,.
Le Pacte culturel obtint sa force obligatoire avec la loi du 26 juillet 1973 garantissant la protection des tendances idéologiques et philosophiques qui fut adoptée à l'unanimité par la Chambre des représentants.

## Objectifs
C’est avec l’application de l’autonomie culturelle que l’équilibre traditionnel des tendances idéologiques et philosophiques fut rompu. Le Pacte culturel a pour objectif de protéger les minorités idéologiques qui se trouvent à l’intérieur des deux communautés afin d'éviter qu’une majorité politique ne prévaut sur le plan culturel. Il vise à garantir le pluralisme idéologique et philosophique dans les institutions culturelles publiques tout en évitant toute discrimination des utilisateurs,. 

## Contenu
Le Pacte culturel prévoit :
- l’engagement au respect de certains principes par les partis lors de l’application de l’autonomie culturelle ;
- l’objectif de « favoriser, par tous les moyens adéquats et dans le cadre d’une politique rénovée, la libre expression des différentes tendances idéologiques et philosophiques ainsi que la compréhension et la coopération, dans le respect mutuel, entre les personnes, les groupes, les organisations et les institutions à vocation culturelle qui s’en réclament ou non »[7] ;
- la participation des organisations et des tendances à la production et l’application de la politique culturelle, l’interdiction de toute discrimination, d’exclusion ou de préférence pour des raisons idéologiques et philosophiques, et des garanties qui concernent entre autres les subsides, l’utilisation des infrastructures des services publics culturels, le statut des membres du personnel exerçant des fonctions culturelles, etc.

Ces objectifs seront repris dans la loi du 16 juillet 1973 aux articles 2 à 27. Cette loi complète aussi les articles 11 et 131 de la Constitution,. Cela a pour effet de donner à la loi une assise constitutionnelle et par conséquent, permet au Parlement fédéral de régler un problème qui relève de la compétence des Conseils culturels. Ainsi, la Constitution confie à la loi le soin de protéger les minorités idéologiques et philosophiques sans limiter la protection des matières qui relèvent des Conseils culturels.
L’article 2 de la loi prévoit qu’une initiative ou une mesure doit être prise par n’importe quel pouvoir public et que celles-ci doivent être prises notamment dans les matières culturelles définies dans l’article 2 de la loi du 21 juillet 1971 relative à la compétence et au fonctionnement des Conseils culturels.

## Garanties
Des garanties qui visent à assurer l’absence de toute discrimination entre les individus sur le plan culturel sont prévues par la loi du 16 juillet 1973 :
- interdiction faite aux pouvoirs publics de refuser l’accès à la jouissance d’infrastructures culturelles pour raisons idéologiques et philosophiques (article 4) ;
- droits reconnus à tout groupement agréé d’utiliser une infrastructure culturelle gérée sous l’autorité d’un pouvoir public ;
- les règles d’octroi de subsides sont fixées par l’organe législatif à part pour les exceptions prévues par la loi ;
- droit pour toutes tendances idéologiques ou philosophiques représentées dans un Conseil culturel d’accéder au moyen d’expression relevant des pouvoirs publics de la communauté concernée (article 18) ;
- répartition du personnel des organismes culturels en fonction d’un équilibre entre les diverses tendances idéologiques et philosophiques (annulé par la Cour constitutionnelle en 1993)[1];
- égalité des citoyens dans l’octroi d’encouragements individualisés[10],[3].

## Commission nationale permanente du Pacte culturel
Pour garantir le principe de non-discrimination pour motifs idéologiques ou philosophiques, la Commission nationale permanente du Pacte culturel (CNPPC) a été habilitée à veiller à l’observance des dispositions légales. Il s’agit d’un organe de conciliation, d’avis et de recommandations qui recherche des solutions dans des consensus lorsque des plaintes sont déposées devant elle.
Cette commission est unique et est compétente pour les trois communautés culturelles. Ses membres sont nommés respectivement par chaque Conseil culturel. Sa composition est décrite à l’article 22 de la loi du 16 juillet 1973 : 26 membres effectifs et 26 membres suppléants dont chaque moitié est désignée par le Conseil culturel français et par le Conseil culturel néerlandais selon le système de représentation proportionnelle des groupes politiques qui composent les Conseils. S’y ajoutent deux membres effectifs et deux membres suppléants désignés par le Conseil culturel allemand qui n’agissent que lorsque la Commission est saisie d’une plainte qui intéresse la région de langue allemande. 
L’article 23 dispose que ses membres sont nommés pour un mandat de 5 ans. La Commission est présidée par un président francophone et un président néerlandophone nommé à la majorité absolue par les membres de la langue respective. Il y a autant de vice-présidents que de groupes politiques pour les membres francophones d’une part et pour les membres néerlandophones d’autre part.
Son pouvoir d’instruction lui permet d’entendre les plaintes et les autorités visées par les plaintes, de faire des constats, de se faire communiquer des renseignements et des documents pour l’examen de l’affaire et d’entendre tous les témoins. Elle cherche ensuite à obtenir une conciliation entre les parties. Si cela n’est pas possible, elle délibère en séance publique et émet un avis sur le fondement de la plainte dans les 60 jours à compter du jour de la signification de la plainte (article 25). Elle peut l’accompagner d’une recommandation à l’autorité intéressée pour que cette dernière constate la nullité de la décision prise ou pour qu’elle assure le respect de la loi.
Il veille également au respect du pluralisme dans des services comme dans des centres culturels. Il permet de limiter les excès du système de pilier en protégeant les partis non traditionnels. Il peut également s'opposer aux partis et groupements liberticides qui vont à l'encontre des principes de la démocratie,.

## Critiques
La loi du Pacte culturel n'a jamais été modifiée depuis son adoption. Pourtant, elle a été contestée plusieurs fois par des partis flamands.
Elle privilégie les individus de la société civile qui se reconnaissent dans les tendances qui sont incarnées par les partis politiques. Cela a pour effet d'aller à l'encontre du principe constitutionnel et de politiser la vie culturelle. 
En marginalisant les groupements d'usagers, elle étouffe leur diversité et leur autonomie. De même, en ignorant la catégorie des professionnels, elle les limite dans leur aptitude à s'élever au niveau des exigences d'un intérêt général.
La société évolue, contrairement à cette loi. Seules certaines catégories de bénéficiaires du pluralisme sont ciblées par la loi. Ce n'est pas le cas pour les acteurs socioculturels qui se déclarent neutres ou pluralistes. Cela soulève des questions auprès des autorités. Un phénomène de dépilarisation serait plus favorable pour permettre une relation "inter-piliers" qui est d'autant plus efficace. Le but est de retirer des privilèges indus et de revaloriser la culture associative.
Du point de vue de la non-discrimination, le Pacte culturel n'est plus indispensable pour des raisons philosophiques ou politiques puisque des garanties juridictionnelles, notamment avec la Cour Constitutionnelle, ont été créées depuis.
Plusieurs modifications à la loi ont été pensées mais elles sont toutes inconstitutionnelles au regard de l'article 131 de la Constitution belge. Une révision de cet article pourrait permettre une modification du Pacte culturel par le Parlement fédéral.